# Solenopsis subtilis
Solenopsis subtilis es una especie de hormiga del género Solenopsis, subfamilia Myrmicinae.

## Distribución
Esta especie se encuentra en Bolivia y Paraguay.